# Pomatorhinus
Genre
Le genre Pomatorhinus comprend des espèces de Pomatorhins, passereaux de la famille des Timaliidae.

## Liste des espèces
D'après la classification de référence (version 13.2, 2023) du Congrès ornithologique international (ordre phylogénique) :
- Pomatorhinus ferruginosus – Pomatorhin à bec corail
- Pomatorhinus phayrei – Pomatorhin de Phayre
- Pomatorhinus ochraceiceps – Pomatorhin à bec rouge
- Pomatorhinus superciliaris – Pomatorhin à bec fin
- Pomatorhinus ruficollis – Pomatorhin à col roux
- Pomatorhinus musicus – Pomatorhin de Taiwan
- Pomatorhinus schisticeps – Pomatorhin à tête ardoise
- Pomatorhinus horsfieldii – Pomatorhin de Horsfield
- Pomatorhinus melanurus – Pomatorhin de Ceylan
- Pomatorhinus borneensis – Pomatorhin de Bornéo
- Pomatorhinus montanus – Pomatorhin à dos marron